# Warum eigentlich … bringen wir den Chef nicht um?
Warum eigentlich … bringen wir den Chef nicht um? (Originaltitel: Nine to Five, alternativ 9 to 5) ist eine US-amerikanische Filmkomödie aus dem Jahr 1980. Regie führte Colin Higgins, der auch gemeinsam mit Patricia Resnick das Drehbuch schrieb. Der Film war in den USA mit einem Einspielergebnis von knapp über 100 Millionen US-Dollar nach Das Imperium schlägt zurück der kommerziell zweiterfolgreichste Film des Kinojahres 1980.

## Handlung
Judy Bernly, Violet Newstead und Doralee Rhodes arbeiten im Unternehmen Consolidated, wo sie unter ihrem despotischen Chef Franklin M. Hart junior leiden. Hart lügt seinen Kollegen vor, er habe mit der verheirateten Rhodes geschlafen, was Gerüchte in Umlauf setzt.
Nach einem Streit setzen sich die drei Frauen zusammen und träumen davon, dass sie Hart umbringen. Während einer Reise der Ehefrau des Chefs entführen sie ihn und halten ihn in seinem Haus gefangen. Währenddessen gestalten sie die Büropraxis menschenfreundlicher. Die Veränderungen bewirken eine Produktivitätssteigerung, auf die der Vorstandschef Russell Tinsworthy aufmerksam wird. Tinsworthy schreibt das Verdienst Hart zu, der als Belohnung ein Projekt in Brasilien leiten soll.
Am Ende bekommt Newstead die Stelle von Hart. Bernly heiratet und kündigt den Job, Rhodes wird Countrysängerin. Hart wird in Brasilien von „Eingeborenen“ entführt.

## Synchronisation
| Rolle                   | Schauspieler      | Deutscher Sprecher       |
| ----------------------- | ----------------- | ------------------------ |
| Judy Bernly             | Jane Fonda        | Renate Küster            |
| Violet Newstead         | Lily Tomlin       | Edeltraut Elsner         |
| Doralee Rhodes          | Dolly Parton      | Rita Engelmann           |
| Franklin M. Hart junior | Dabney Coleman    | Friedrich Georg Beckhaus |
| Russell Tinsworthy      | Sterling Hayden   | Heinz Petruo             |
| Roz Keith               | Elizabeth Wilson  | Christel Merian          |
| Dick Bernly             | Lawrence Pressman | Lothar Hinze             |

## Hintergründe
Der Film wurde in San Francisco und in Los Angeles gedreht. Er spielte in den Kinos der USA ca. 103,3 Millionen US-Dollar ein.
Die im Film erzählte Geschichte wurde später zur Vorlage für eine Fernsehserie, die in den Jahren 1982 und 1983 sowie 1986 bis 1988 von American Broadcasting Company ausgestrahlt wurde. 2009 brachte Dolly Parton ein gleichnamiges Musical auf die Bühne.

## Kritiken
Vincent Canby schrieb in der New York Times vom 19. Dezember 1980, der Film beginne als eine Satire und würde dann zu einer Farce. Die drei Hauptdarstellerinnen würden ein „attraktives Team“ bilden, aber weder das Drehbuch noch der Regisseur würden sie sehr wirkungsvoll einsetzen.
Roger Ebert schrieb in der Chicago Sun-Times vom 19. Dezember 1980, der Film sei eine „gutherzige und dümmliche Komödie“, an die man sich künftig erinnern würde, weil in ihr das Spielfilmdebüt von Dolly Parton erfolgt sei. Sie sei ein geborener Filmstar, der leicht die Aufmerksamkeit an sich ziehe. Die Komödie habe einige sehr lustige Momente, aber auch viele, die nicht funktionieren würden – wie einige der Fantasieszenen und die Szene der Entführung. Die Handlung sei zu absurd. Die Komödie folge der Tradition der Screwball-Comedies der 1940er Jahre.
Das Lexikon des internationalen Films schrieb, der Film sei eine „schwungvolle, einfallsreiche Komödie“. Diese verpacke „zwar ihre kritischen Absichten in Watte“, trete dennoch „deutlich für die Emanzipation der Frauen im Arbeitsalltag“ ein.

## Auszeichnungen
Dolly Parton wurde im Jahr 1981 für den Song Nine to Five in der Kategorie Bester Song für den Oscar nominiert. Sie wurde 1981 in den Kategorien Beste Hauptdarstellerin – Komödie oder Musical, Bester Filmsong (für Nine to Five) und Beste Nachwuchsdarstellerin für den Golden Globe Award nominiert.
Die Drehbuchautoren wurden im Jahr 1981 für den Writers Guild of America Award nominiert. Der Song Nine to Five erhielt 1981 den People's Choice Award. Der Soundtrack wurde 1982 für den Grammy Award nominiert.